# Steven Poulter
Steven „Steve“ Poulter (* 3. Dezember 1954 in Ormskirk) ist ein ehemaliger britischer Radrennfahrer.

## Sportliche Laufbahn
Poulter war im Straßenradsport aktiv. Er war Teilnehmer der Olympischen Sommerspiele 1984 in Los Angeles. Im Mannschaftszeitfahren kam der britische Vier mit Darryl Webster, Steve Poulter, Keith Reynolds und Peter Sanders auf den 8. Rang. Poulter gewann er eine Reihe britischer Eintagesrennen, Einzelzeitfahren und Kriterien. 1979 gewann er mit Folkstone–London ein traditionsreiches internationales Eintagesrennen vor Ron Snijders sowie eine Etappe der Tour of Ireland. In der Tour of the Cotswords wurde er Dritter. In Frankreich gewann er 1981 den Grand Prix Avon vor Régis Simon. 1980 bestritt Poulter die Internationale Friedensfahrt und belegte in dem Etappenrennen den 68. Rang. 1982 war er in der Tour of the Peak erfolgreich. Von 1986 bis 1989 war Poulter als Berufsfahrer aktiv, hatte jedoch keine bedeutenden Erfolge.